# Đinh Tích Nhưỡng
Đinh Tích Nhưỡng (chữ Hán: 丁錫壤) là một võ tướng triều Lê trung hưng trong lịch sử Việt Nam.

## Xuất thân
Đinh Tích Nhưỡng dòng dõi danh tướng Đinh Văn Tả, quê làng Hàm Giang, huyện Cẩm Giàng, trấn Hải Dương.
Ông đổ Tạo sĩ, sớm cầm quân, được trông coi thủy quân Bắc Hà.

## Trở thành danh tướng
Tháng 9 năm 1785, Bắc Hà bị dịch hoàng trùng, mất mùa nặng. Dân chúng vùng ven biển nổi dậy dưới quyền của Trần Liên và Ba Bá, quấy phá hai trấn An Quảng và Sơn Nam. Quân triều đình nhiều lần đánh đuổi nhưng không dẹp yên được.
Đoan Nam vương Trịnh Tông phái Trịnh Tự Quyền lãnh bộ binh, Đinh Tích Nhưỡng lãnh thủy binh đi dẹp loạn. Đinh Tích Nhưỡng kéo thủy binh đánh phá nhiều trận, thắng lớn, lại chiêu hàng. Trần Liên về hàng, được bảo tấu về triều phong trước An Ninh bá, chức Kiểm điểm (Hoàng Lê Nhất thống chí gọi người này là Thiêm Liêm). Đinh Tích Nhưỡng được phong tước Liễn Trung hầu, Trấn thủ Hải Dương.

## Bại trận làm mất Thăng Long
Quân Tây Sơn dưới quyền chỉ huy của Nguyễn Huệ tiến ra bắc. Trịnh Tông phái Trịnh Tự Quyền và Đinh Tích Nhưỡng kéo đi cứu Sơn Nam của Trấn thủ Đỗ Thế Dận. Đinh Tích Nhưỡng kéo thủy binh đến Lục Khẩu thì gặp thủy quân Tây Sơn.
Quân Tây Sơn nhân đêm tiến đánh rồi lui mấy lược. Đinh Tích Nhưỡng sai quân bắn trả đến sáng thì mới biết là thuyền rỗng, tượng gỗ, hết cả tên đạn. Quân Tây Sơn phản công, thủy quân Bắc Hà bại trận. Quân trên bộ của Trịnh Tự Quyền cũng tan vỡ. Tây Sơn thẳng tiến ra bắc, lấy Thăng Long

## Quyền thần lập họ Trịnh
Sau khi Tây Sơn rút về Thuận Hóa, Đinh Tích Nhưỡng lập hiệu quân Đông Giang ủng hộ Trịnh Bồng, ép các triều thần và Chiêu Thống khôi phục tước vị vương cho Trịnh Bồng. Hoàng Phùng Cơ cũng bị lôi kéo. Trịnh Bồng được lập làm Yến Đô vương, tái lập chúa Trịnh. Đinh Tích Nhưỡng được phong Liễn Vũ công, Đông quân Đô đốc phủ.
Nguyễn Hữu Chỉnh kéo binh về Thăng Long ủng hộ Chiêu Thống. Đinh Tích Nhưỡng kéo quân về giữ Hải Dương là đất bản địa. Trịnh Bồng cô thế phải bỏ chạy khỏi Thăng Long.

## Phản tướng
Đinh Tích Nhưỡng ủng hộ Trịnh Bồng chống lại Nguyễn Hữu Chỉnh. Tuy nhiên ông lại bại trận quyết định ở sông Ngô Đồng dưới tay Hoàng Viết Tuyển. Nguyễn Hữu Chỉnh lại chiêu hàng Đinh Tích Nhưỡng khiến Trịnh Bồng nghi ngờ rời bỏ Đinh Tích Nhưỡng. Nguyễn Hữu Chỉnh vì bận đối phó với Tây Sơn và Hoàng Phùng Cơ nên cũng chưa tính đến.
Tây Sơn lại ra Bắc Hà đánh Nguyễn Hữu Chỉnh. Chiêu Thống chạy ra ngoài Cần vương. Đinh Tích Nhưỡng lại xin về hàng Chiêu Thống nhưng Chiêu Thống không nhận. Đinh Tích Nhưỡng nổi giận đem quân đến vây đánh nhà vua nhưng bị đánh bại, dân chúng Hải Dương nổi lên đánh lại Đinh Tích Nhưỡng.
Đinh Tích Nhưỡng sai Trần Liên về hàng Ngô Văn Sở, dẫn đường bắt Chiêu Thống nhưng thất bại. Sau này Đinh Tích Nhưỡng hàng Tây Sơn nhưng không được trọng dụng. Số phận của ông về sau chưa được rõ.

## Nhận định
Đinh Tích Nhưỡng có hành trạng giống Mạnh Đạt thời Tam Quốc. Ông tuy được mệnh danh là chiến tướng Bắc Hà nhưng ở những thời điểm quyết định đều thất bại. Nếu Dương Trọng Tế chỉ biết họ Trịnh, Hoàng Phùng Cơ trung hậu với cả Lê và Trịnh thì Đinh Tích Nhưỡng lại phản phúc với cả Lê và Trịnh.